# Formula Regional Indian Championship
Die Formula Regional Indian Championship (FR India) hätte eine FIA-Formel-Regional-Rennserie werden sollen. Die Meisterschaft wäre 2022 das erste Mal ausgetragen worden, wurde aber schlussendlich im Oktober 2022 abgesagt.

## Sportliches Reglement

### Ablauf des Rennwochenendes
Ein Rennwochenende hätte ein einziges Qualifying zur Ermittlung der Startaufstellungen gehabt. Dabei hätte die schnellste Qualifying-Zeit die Startaufstellung zum ersten Rennen ergeben während für das dritte Rennen die zweitschnellste Qualifying-Zeit gezählt hätte; für das zweite Rennen wäre das Ergebnis vom Rennen eins gestürzt worden. Die Rennen dauern jeweils 35 Minuten mit einer weiteren finalen Rennrunde.

### Punkteverteilung
Die Punktewertung hätte sich am aktuellen Punktesystem der Formel 1 orientiert. Somit hätte der Sieger eines Rennens 25, der Zweite 18, der Dritte 15 Punkte bis hin zum Zehntplatzierten, welcher den letzten Punkt erhalten hätte. Es hätte keine Zusatzpunkte für die Pole-Position oder die schnellste Rennrunde gegeben.
| Punkteverteilung | Punkteverteilung | Punkteverteilung | Punkteverteilung | Punkteverteilung | Punkteverteilung | Punkteverteilung | Punkteverteilung | Punkteverteilung | Punkteverteilung | Punkteverteilung | Punkteverteilung | Punkteverteilung |
| ---------------- | ---------------- | ---------------- | ---------------- | ---------------- | ---------------- | ---------------- | ---------------- | ---------------- | ---------------- | ---------------- | ---------------- | ---------------- |
| Platz            | 1                | 2                | 3                | 4                | 5                | 6                | 7                | 8                | 9                | 10               | PP               | SR               |
| Punkte           | 25               | 18               | 15               | 12               | 10               | 8                | 6                | 4                | 2                | 1                | –                | –                |

### Superlizenz-Punkte
Der Meister der Serie hätte, anders als das europäische Pendant, nur 18 Punkte für die Superlizenz, der Vizemeister 14, der Dritte zwölf Punkte bis zum neuntplatzierten, welcher den letzten verfügbaren Punkt für die Superlizenz erhalten hätte.
| Superlizenz-Verteilung | Superlizenz-Verteilung | Superlizenz-Verteilung | Superlizenz-Verteilung | Superlizenz-Verteilung | Superlizenz-Verteilung | Superlizenz-Verteilung | Superlizenz-Verteilung | Superlizenz-Verteilung | Superlizenz-Verteilung | Superlizenz-Verteilung |
| ---------------------- | ---------------------- | ---------------------- | ---------------------- | ---------------------- | ---------------------- | ---------------------- | ---------------------- | ---------------------- | ---------------------- | ---------------------- |
| Platz                  | 1                      | 2                      | 3                      | 4                      | 5                      | 6                      | 7                      | 8                      | 9                      | 10                     |
| Punkte                 | 18                     | 14                     | 12                     | 10                     | 6                      | 4                      | 3                      | 2                      | 1                      | 0                      |

## Technisches Reglement

### Chassis
In der Meisterschaft wird als Chassis der F3 T-318 von Tatuus verwendet. Die Chassis sind Monocoques aus kohlenstofffaserverstärktem Kunststoff und haben eine Reihe von neuen Sicherheitsmerkmalen, darunter das Halo-System und einen verbesserten Seitenaufprallschutz.

### Motor und Getriebe
Als Motor wäre ein Alfa Romeo-Autotecnica 1,75-Liter-Turbomotor eingesetzt worden, der etwa 199 kW (270 PS) Leistung erzeugt hätte. Geschaltet hätte über ein sequenzielles Sechsgangschaltgetriebe mit Schaltwippen am Lenkrad werden sollen.

## Bisherige Meister
| Saison | Meister  | Punkte   | Zweiter  | Punkte   | Dritter  | Punkte   | Quelle |
| ------ | -------- | -------- | -------- | -------- | -------- | -------- | ------ |
| 2022   | Abgesagt | Abgesagt | Abgesagt | Abgesagt | Abgesagt | Abgesagt | [ 6 ]  |